# Bitch

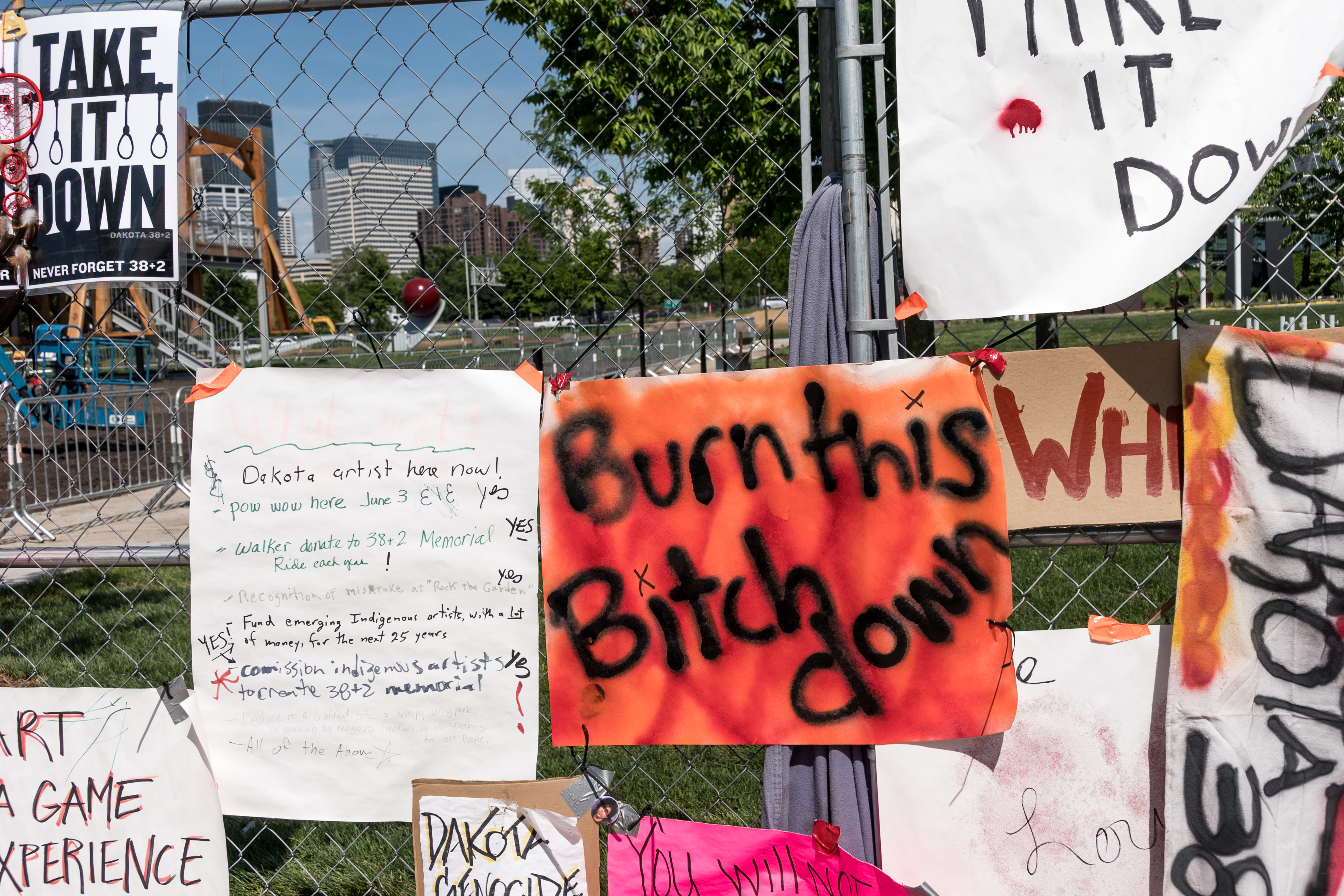
이 시위 표지판에는 Bitch라는 단어의 속어 사용이 명백하게 나타난다.

Bitch는 암캐, 또는 창녀를 뜻하는 영어 욕설이다. 오늘날에는 '야 임마'와 같은 가벼운 뜻으로도 사용된다. 옥스포드 영어사전은 암캐를 뜻하는 이 용어를 기술하였는데 이는 서기 약 1000년으로 거슬러 올라간다. 옥스포드 영어사전에 따르면, Bitch는 고대 노르드어 단어 'bikkja'에서 파생된 것으로 추정되는 고대 영어 단어인 'bicce' 또는 'bicge'에서 유래되었다.
bitch라는 용어는 영어에서 가장 흔한 욕설 중 하나이다. 이는 '6세기 이상' 동안 '여성을 경멸하는 용어'로 사용돼 왔으며, 여성에 대한 성차별을 조장하는 비방이다. 여성을 통제하려던 '15세기 초부터 여성을 비하하는 고풍스러운 단어'로 특징지어졌다. 이 단어는 주류 언론에서 금기시되는 단어로 간주되며 부정적인 영향을 최소화하기 위해 "B 단어"(B-word)와 같은 완곡한 표현이 사용된다.
bitch라는 용어는 말 그대로 암컷 개를 의미한다. 원래 저속한 표현으로 사용된 것은 발정난 개에 비견되는 여성의 높은 성적 욕망을 암시하는 의미를 담고 있었다. 현대적인 사용법(예: 남자에게 적용될 때)에서는 의미의 범위가 확장되었다. 여성주의적 맥락에서 이 단어는 강하거나 자기 주장이 강한 여성을 나타낼 수 있으므로 일부 여성은 이 단어를 다시 사용했다.

## 같이 보기
- Fuck
- 욕설
- 창녀
- 팔반잡류